# 西三里塚
西三里塚（にしさんりづか）は、千葉県成田市の大字。郵便番号は286-0115。

## 地理
成田市の南東部に位置し、遠山地区に所属する。周辺の大和（富里市）、本三里塚、三里塚御料、三里塚、本城、根木名（富里市）と隣接する。
住宅地が広がる、市街化区域である。

## 歴史
1986年に、大字が新設される（旧三里塚1番地）。
1989年に、西三里塚の畑地が地価上昇率日本1位となる。

## 世帯数と人口
2017年（平成29年）10月31日現在の世帯数と人口は以下の通りである。
| 大字     | 世帯数    | 人口    |
| -------- | --------- | ------- |
| 西三里塚 | 1,166世帯 | 2,293人 |

## 小・中学校の学区
市立小・中学校に通う場合、学区は以下の通りとなる。
| 地域 | 小学校             | 中学校             |
| ---- | ------------------ | ------------------ |
| 全域 | 成田市立本城小学校 | 成田市立遠山中学校 |

## 施設
- カスミ三里塚店
- 西三里塚公園
- 西三里塚共同利用施設

## 交通

### 道路
- 千葉県道106号八日市場佐倉線（三里塚、大和方面）

### バス
- 千葉交通・本城台線 - 京成成田駅～プロロジス成田１
  - （笠木（根木名）） - 根木名台 - （西三里塚（三里塚御料）） - 三里塚コミュニティセンター - （本城）
- 成田市コミュニティバス（千葉交通運行）遠山ルート - 南三里塚回転所～京成成田駅～保健福祉館
  - （本城台（三里塚）） - 三里塚コミュニティセンター - （本城） - 西三里塚共同利用施設 - 西三里塚北 - （三里塚御料牧場記念館北（三里塚御料））